# Ronald Keeble
Ronald James "Ron" Keeble (nascido em 14 de janeiro de 1946) é um ex-ciclista britânico. Competiu nos Jogos Olímpicos de Verão de 1968 e Munique 1972, conquistando a medalha de bronze em 1972 na perseguição por equipes de 4 km, junto com William Moore, Michael Bennett e Ian Hallam.